# Free Nationals
Die Free Nationals sind eine US-amerikanische Band aus Los Angeles, Kalifornien. Sie wurden als Begleitband von Anderson .Paak bekannt und spielen Alternative R&B mit Funk-Einflüssen.

## Geschichte
Die Band besteht aus den Musikern Ron Avant, der unter dem Namen T. Nava auftritt und hauptsächlich Keyboard spielt, sowie seine durch einen Vocoder verfremdete Stimme aufnimmt, dem Schlagzeuger Matthew Marisola, der als Callum Connor auftritt, dem Bassisten Kelsey Gonzalez und dem Gitarristen José Rios.
Teile der Band musizierten bereits Ende der 2000er Jahre mit Anderson .Paak. Als Quartett fanden sie in der Entstehung von .Paaks Album Malibu zusammen, das 2016 veröffentlicht wurde. In der Folge traten die Free Nationals auf zahlreichen Tourneen und sonstigen Auftritten gemeinsam mit .Paak auf und waren auch stark an dessen beiden Folgewerken Oxnard und Ventura beteiligt. Währenddessen veröffentlichten sie einige Singles unabhängig von .Paak und arbeiteten an ihrem Debütalbum, das sie nach sich selbst benannten und das Ende 2019 erschien.
Neben Anderson .Paak waren darauf zahlreiche weitere Gastmusiker zu hören, wie Mac Miller, Kali Uchis, Syd oder T.I. Stilistisch war die Musik eine stark von Hip-Hop beeinflusste Neuinterpretation und Fusion von Soul, Funk und Jazz der späten 1970er und frühen 1980er Jahre. Das Werk konnte sich zwar nicht in den Billboard 200 platzieren, erreichte aber in den Heatseekers Charts Rang 3. Für die 63. Verleihung der Grammy Awards wurde das Album in der Kategorie Best Progressive R&B Album für einen Preis nominiert, unterlag jedoch It Is What It Is von Thundercat.

## Diskografie
Alben
- 2019: Free Nationals (OBE, LLC / Empire)

Singles
- 2018: Beauty & Essex (feat. Daniel Caesar & Unknown Mortal Orchestra, US: Gold)[3]
- 2019: Time (feat. Mac Miller & Kali Uchis, US: Gold)
- 2019: Eternal Light (feat. Chronixx, US: Gold)